# Ahmed Eid
Ahmed Eid Mohamed Gad El Haq (in arabo أحمد عيد محمد جاد الحق‎?; al-Fayyum, 1º gennaio 2001) è un calciatore egiziano, difensore dell'Al-Masry.

## Carriera

### Club
Eid è cresciuto nel settore giovanile dello Zamalek, dove ha debuttato il 2 gennaio 2020 nell'incontro di Prima Lega vinto 2-0 contro l'Aswan. Nell'estate del 2021 è stato ceduto in prestito all'Ismaily, ma al termine della prima metà di stagione è stato richiamato.
Nel 2022 è passato con la stessa formula all'ENPPI dove ha trovato un discreto minutaggio. Al termine della stagione è passato a titolo definitivo all'Al-Masry.

### Nazionale
Ha giocato nella nazionale egiziana Under-23.
Nel 2024 ha partecipato ai Giochi Olimpici.

## Statistiche

### Presenze e reti nei club
Statistiche aggiornate al 21 luglio 2024.
| Stagione        | Squadra         | Campionato      | Campionato | Campionato | Coppe nazionali | Coppe nazionali | Coppe nazionali | Coppe continentali | Coppe continentali | Coppe continentali | Altre coppe | Altre coppe | Altre coppe | Totale | Totale | Totale |
| Stagione        | Squadra         | Comp            | Pres       | Reti       | Comp            | Pres            | Reti            | Comp               | Pres               | Reti               | Comp        | Pres        | Reti        | Pres   | Reti   |        |
| --------------- | --------------- | --------------- | ---------- | ---------- | --------------- | --------------- | --------------- | ------------------ | ------------------ | ------------------ | ----------- | ----------- | ----------- | ------ | ------ | ------ |
| 2019-2020       | Zamalek         | 1L              | 13         | 0          | CE              | 1               | 0               | CCL                | 4                  | 0                  |             | -           | -           | 18     | 0      |        |
| 2020-2021       | Zamalek         | 1L              | 3          | 0          | CE              | 0               | 0               | CCL                | 0                  | 0                  |             | -           | -           | 3      | 0      |        |
| 2021-gen. 2022  | Ismaily         | 1L              | 3          | 0          | CE              | 0               | 0               |                    | -                  | -                  |             | -           | -           | 3      | 0      |        |
| gen.-giu. 2022  | Zamalek         | 1L              | 0          | 0          | CE              | 0               | 0               |                    | -                  | -                  |             | -           | -           | 0      | 0      |        |
| 2022-2023       | ENPPI           | 1L              | 16         | CE         | 0               | 0               |                 | -                  | -                  |                    | -           | -           | 16          | 0      |        |        |
| 2023-2024       | Al-Masry        | 1L              | 9          | 0          | CE              | 0               | 0               |                    | -                  | -                  |             | -           | -           | 9      | 0      |        |
| Totale carriera | Totale carriera | Totale carriera | 102        | 2          |                 | 0               | 0               |                    | 6                  | 0                  |             | 0           | 0           | 108    | 2      |        |

## Palmarès

### Club

#### Competizioni nazionali
- Campionato egiziano: 1

Zamalek: 2020-2021
- Coppa d'Egitto: 1

Zamalek: 2020-2021
- Supercoppa d'Egitto: 1

Zamalek: 2020

#### Competizioni internazionali
- Supercoppa CAF: 1

Zamalek: 2020